# Roberta (1935)
Roberta (bra/prt: Roberta) é um filme estadunidense de 1935, do gênero comédia romântico-musical, dirigido por William A. Seiter, com roteiro de Jane Murfin, Sam Mintz e Allan Scott adaptado do espetáculo musical Roberta, de Jerome Kern e Otto Harbach, por sua vez baseado no romance Gowns by Roberta, de Alice Duer Miller.
Estrelado por Irene Dunne e Randolph Scott, o filme reúne pela terceira vez os talentos de Fred Astaire e Ginger Rogers, ainda em papéis secundários. Lucille Ball, não creditada, aparece como modelo, em sua estreia na RKO — estúdio que ela compraria em 1957 com o intuito de produzir programas de televisão.
Roberta foi bem nas bilheterias, tendo gerado lucros de US$ 770 mil para a RKO, além de impulsionar as carreiras de Astaire, Ginger e Irene. Mais tarde, os direitos foram vendidos para a MGM, que lançou uma refilmagem com o título de Lovely to Look At (1952), com Kathryn Grayson e Red Skelton.

## Sinopse
John, jogador de futebol americano, vai a Paris e leva junto seu amigo Huck e banda. Ele acaba herdando da tia Minnie (conhecida por Roberta) metade da casa de costura "Roberta" — a outra metade pertence a Stephanie, uma princesa russa deportada. Huck, por sua vez, reencontra Lizzie, um antigo amor, que agora finge ser a condessa polonesa Scharwenka, cantora de cabaré. John e Stephanie começam a trabalhar juntos e se apaixonam, mas não será tão simples como parece. 

## Prêmios e indicações
| Prêmio     | Categoria              | Recipiente                                                       | Situação |
| ---------- | ---------------------- | ---------------------------------------------------------------- | -------- |
| Oscar 1936 | Melhor canção original | Jerome Kern, Dorothy Fields e Jimmy McHugh ("Lovely To Look At") | Indicado |

## Elenco

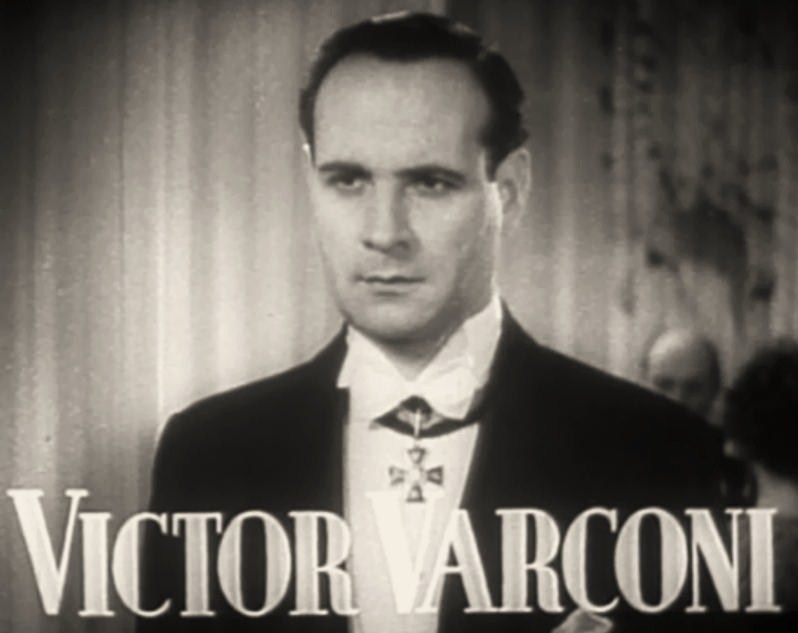
Victor Varconi interpreta Ladislaw, um príncipe russo exilado.

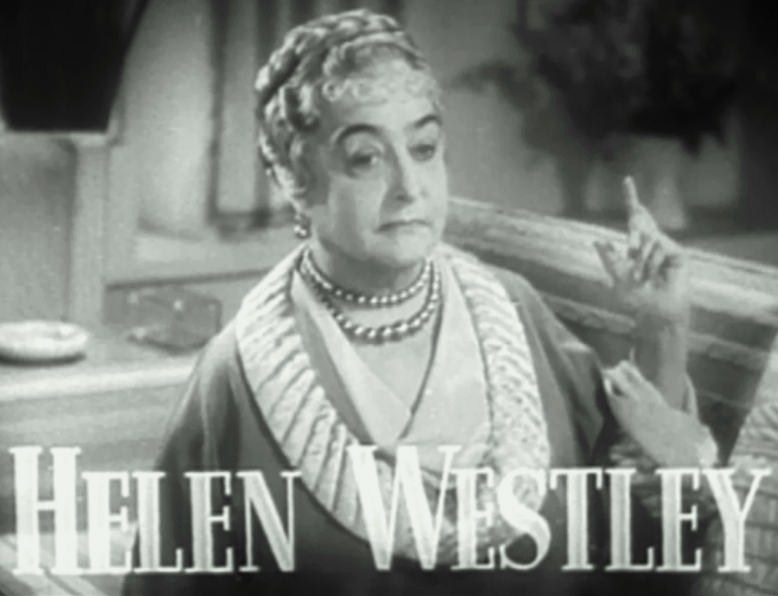
Helen Westley faz a personagem-título, que morre de infarto logo no início.

| Ator/Atriz       | Personagem   |
| ---------------- | ------------ |
| Irene Dunne      | Stephanie    |
| Fred Astaire     | Huck         |
| Ginger Rogers    | Scharwenka   |
| Randolph Scott   | John         |
| Helen Westley    | Roberta      |
| Claire Dodd      | Sophie       |
| Victor Varconi   | Lasdislaw    |
| Luis Alberni     | Voyda        |
| Ferdinand Munier | Lorde Delves |
| Torben Meyer     | Albert       |
| Adrian Rosley    | Professor    |
| Bodil Rosing     | Fernande     |